# Tonight: Franz Ferdinand
Tonight: Franz Ferdinand è il terzo album in studio del gruppo indie rock Franz Ferdinand, uscito il 26 gennaio 2009.
L'album in generale ha ricevuto ottime critiche musicali.

## Descrizione

### Produzione
La band inizia a scrivere canzoni per questo album nel corso del tour del 2005. Successivamente però il leader della band Alex Kapranos, decide di cominciare a scrivere canzoni del tutto nuove, tralasciando quelle già incise, fermo del fatto che l'album dovesse avere uno stile nuovo e differente da tutto ciò che la band aveva già fatto negli altri album.
La band decide di prendersi il tempo necessario per creare un nuovo concetto di musica, includendo nuovi suoni, ricercando nuovi temi, assorbendo stili e tecniche del tutto nuove. L'album così comincia a prendere vita all'inizio del 2007, anno in cui tra le canzoni in scaletta del tour del 2007 del precedente album, vengono anche eseguiti pezzi-demo del nuovo album. Concluso il tour, la band, insieme al produttore Dan Carey, crea l'album che verrà messo in commercio all'inizio del 2009.

### Stile Musicale
È impossibile definire uno stile musicale preciso per questo progetto. Il leader della band Alex Kapranos afferma che l'album si rifà ai suoni Dub dei club e a un misto di reggae giamaicano. Il progetto, si impone però come un mix di elettronica, rock e new-dance con « ...bassi e echi che trovereste nei migliori club.», come asserisce la band. Tonight: Franz Ferdinand ha anche un largo tocco della musica africana. La batteria usata è leggermente differente ed addirittura nel singolo No You Girls vengono usati scheletri umani per riprodurre il suono delle percussioni.

### Cover e Art-Style
La grafica usata per questo progetto comprende fotografie a cura del fotografo Søren Solkær Starbird. Si tratta di immagini di varie scene, tutte raffiguranti finte scene di omicidio ai danni dei componenti della band.
La cover è la riproduzione di un omicidio nelle vie di Glasgow nello stile del fotoreporter di crimini americani Weegee, in cui si vede uno dei componenti della band ucciso sul pavimento ed il leader Alex Kapranos che allontana i flash della macchina fotografica.

## Tracce
Testi e musiche dei Franz Ferdinand.
1. Ulysses – 3:11
2. Turn It On – 2:20
3. No You Girls – 3:41
4. Send Him Away – 2:59
5. Twilight Omens – 2:29
6. Bite Hard – 3:26
7. What She Came For – 3:33
8. Live Alone – 3:29
9. Can't Stop Feeling – 3:02
10. Lucid Dreams – 7:56
11. Dream Again – 3:18
12. Katherine Kiss Me – 2:55

Tracce bonus nell'edizione giapponese
1. Lucid Dreams (Original Version) – 3:42
2. Ulysses (Disco Bloodbath Effect) – 8:03
3. Feeling Kind of Anxious (Ulysses dub mix) – 6:31

Tracce bonus nell'edizione giapponese (Deluxe Edition)
1. New Kind of Thrill – 4:29
2. Anyone in Love – 2:45
3. You Never Go Out Anymore – 2:08

Tracce bonus iTunes
1. Lucid Dreams (Original Version) – 3:42 – Edizioni statunitense e canadese
2. Ulysses (Disco Bloodbath Effect) – 8:03 – Edizioni pre-order statunitense e canadese
3. Feeling Kind of Anxious (Ulysses dub mix) – 6:31 – Edizioni pre-order statunitense e canadese

## Classifiche

### Classifiche settimanali
| Classifica (2009) | Posizione massima |
| ----------------- | ----------------- |
| Australia         | 6                 |
| Austria           | 5                 |
| Belgio (Fiandre)  | 6                 |
| Belgio (Vallonia) | 4                 |
| Canada            | 2                 |
| Danimarca         | 17                |
| Finlandia         | 10                |
| Francia           | 4                 |
| Germania          | 2                 |
| Giappone          | 6                 |
| Irlanda           | 10                |
| Italia            | 8                 |
| Norvegia          | 17                |
| Nuova Zelanda     | 10                |
| Paesi Bassi       | 4                 |
| Portogallo        | 12                |
| Regno Unito       | 2                 |
| Repubblica Ceca   | 43                |
| Spagna            | 3                 |
| Stati Uniti       | 9                 |
| Svezia            | 13                |
| Svizzera          | 3                 |
| Ungheria          | 6                 |

### Classifiche di fine anno
| Classifica (2009) | Posizione |
| ----------------- | --------- |
| Francia           | 70        |
| Germania          | 93        |
| Regno Unito       | 149       |